# Anidride mellitica
L'anidride mellitica è l'anidride dell'acido mellitico. È un solido bianco sublimable, a quanto pare ottenuto da Liebig e Wöhler nel 1830 nel loro studio della mellite. 
La sostanza è stata propriamente caratterizzata nel 1913 da H. Meyer e K. Steiner.
Conserva il carattere aromatico dell'anello benzenico.